# Ukraina (Naddnieprze)

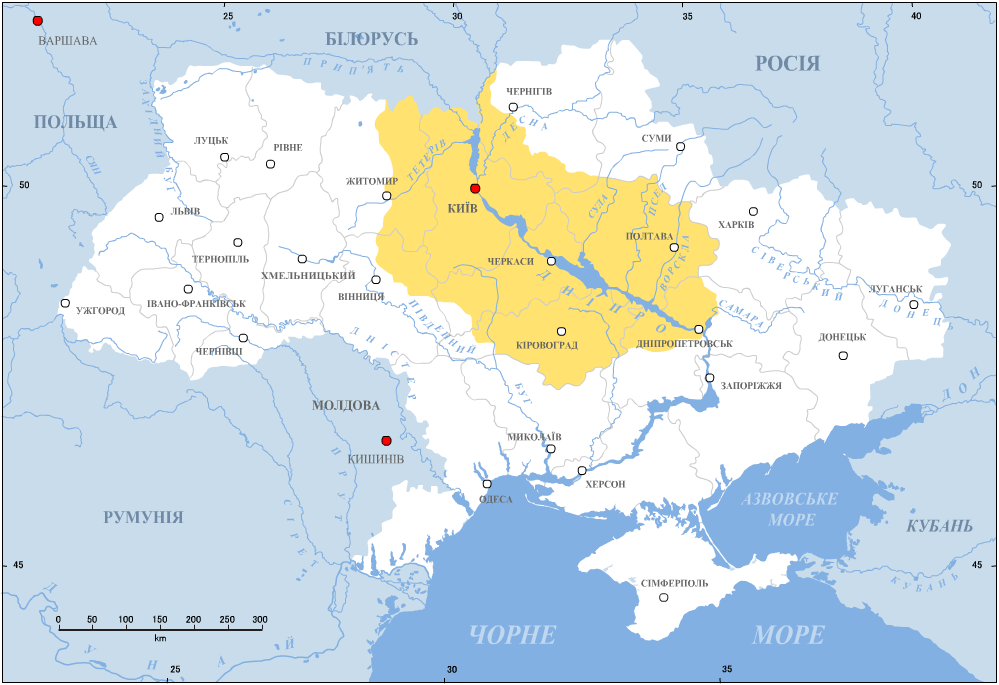
Ukraina naddnieprzańska (żółty obszar) na tle granic współczesnej Ukrainy (~2009), na podstawie Encyclopedia of Ukraine (interpretacja).

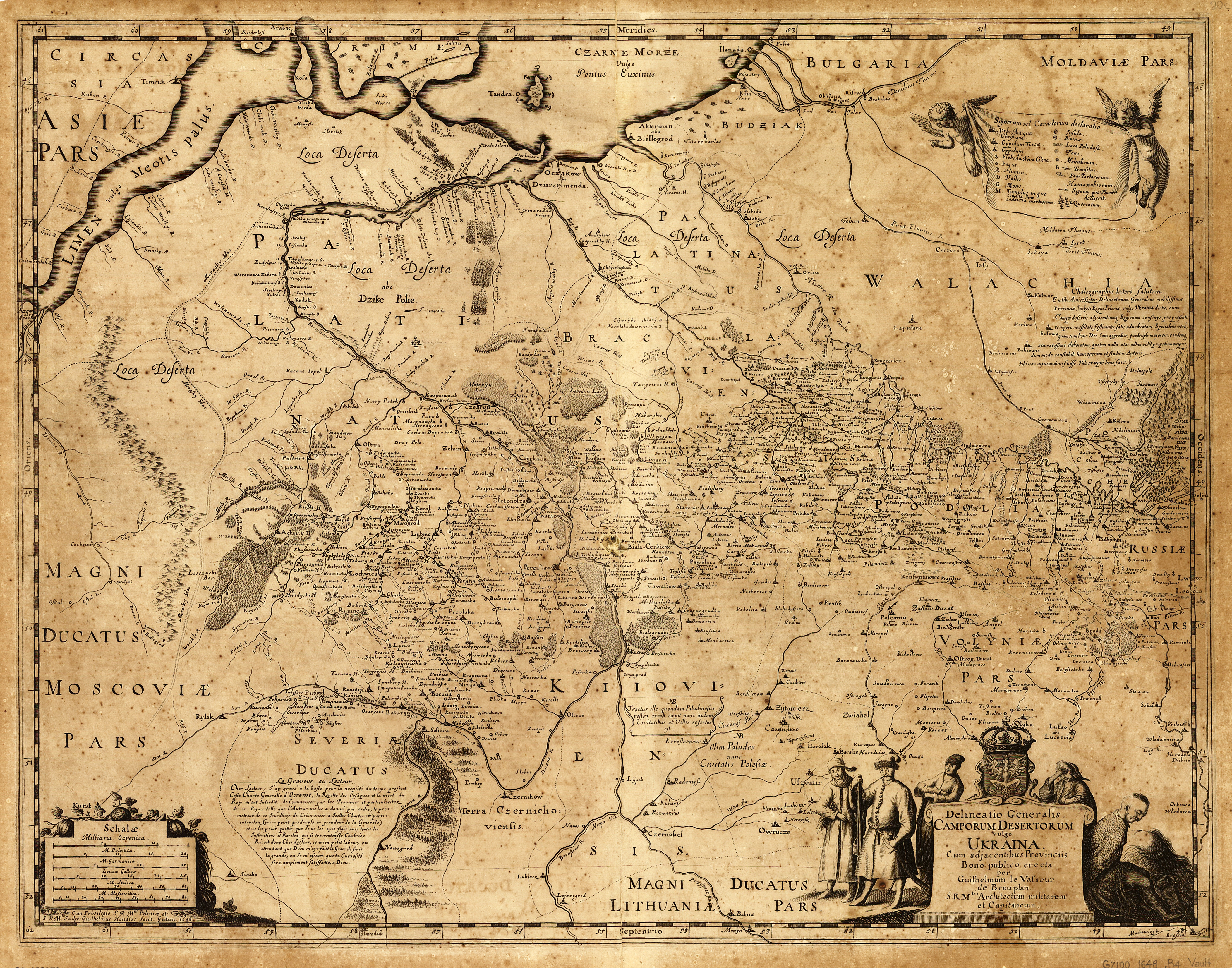
Delineatio Generalis Camporum Desertorum vulgo Ukraina. Cum adjacentibus Provinciis Mapa Wilhelma Beauplana z 1648 wykonana na zlecenie Władysława IV obejmująca województwa: kijowskie, bracławskie, czernihowskie, podolskie i wołyńskie. Północ na dole mapy.

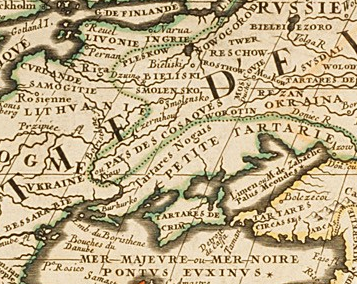
Mapa Europy Wschodniej Vinzenzo Coronellego (1690). Ukraina Prawobrzeżna z Kijowem i Hetmanat w obrębie Carstwa Rosyjskiego określone jako UKRAINE ou PAYS DES COSAQUES (Ukraina lub ziemie kozackie). Na wschód od Hetmanatu OKRAINA (pogranicze) określa pograniczne południowe ziemie rosyjskie.

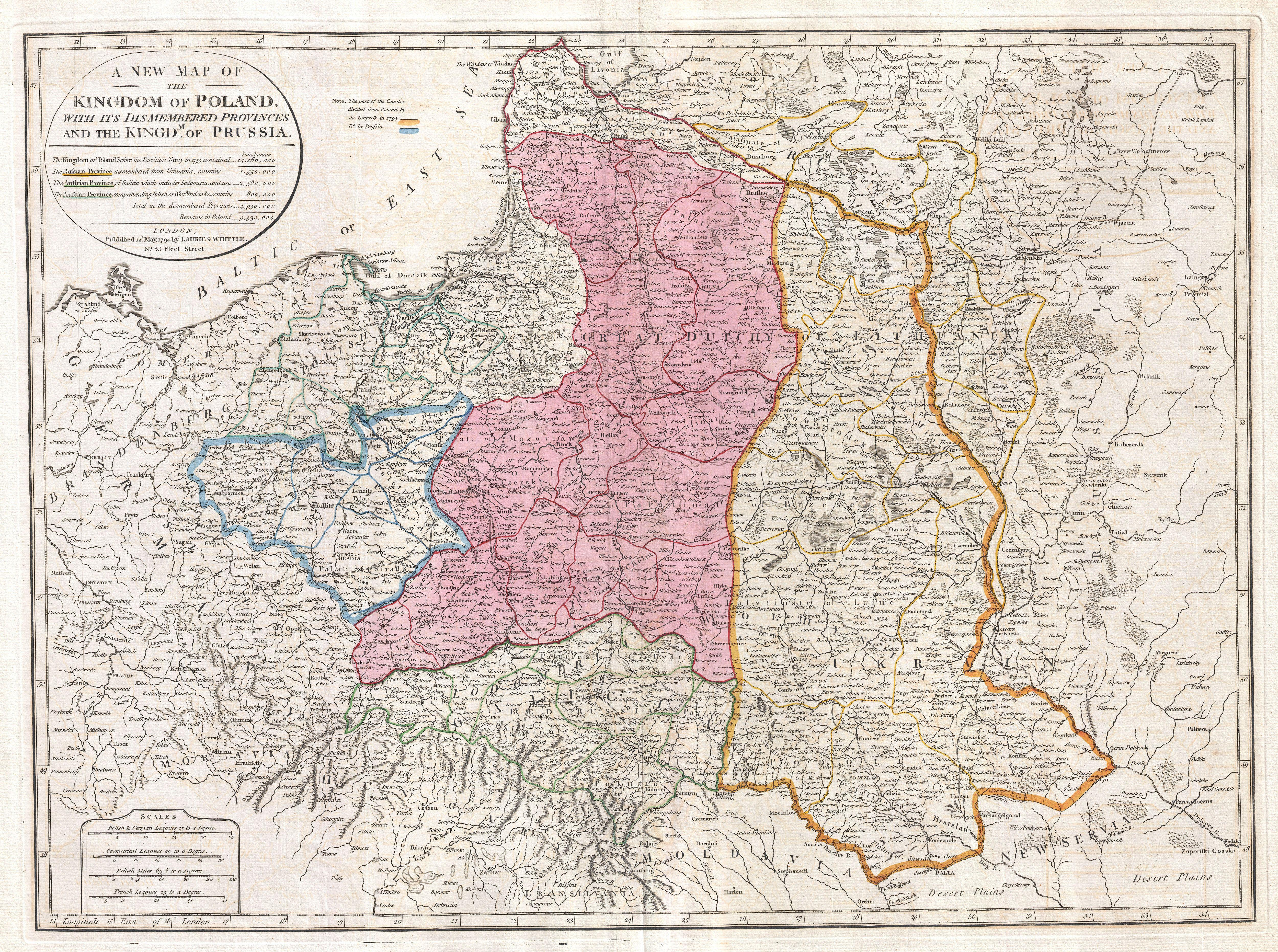
Ukraina zaznaczona na mapie Rzeczypospolitej po drugim rozbiorze. Mapa Thomasa Kitchina, wydawca: Laurie and Whittle (Londyn 1794)

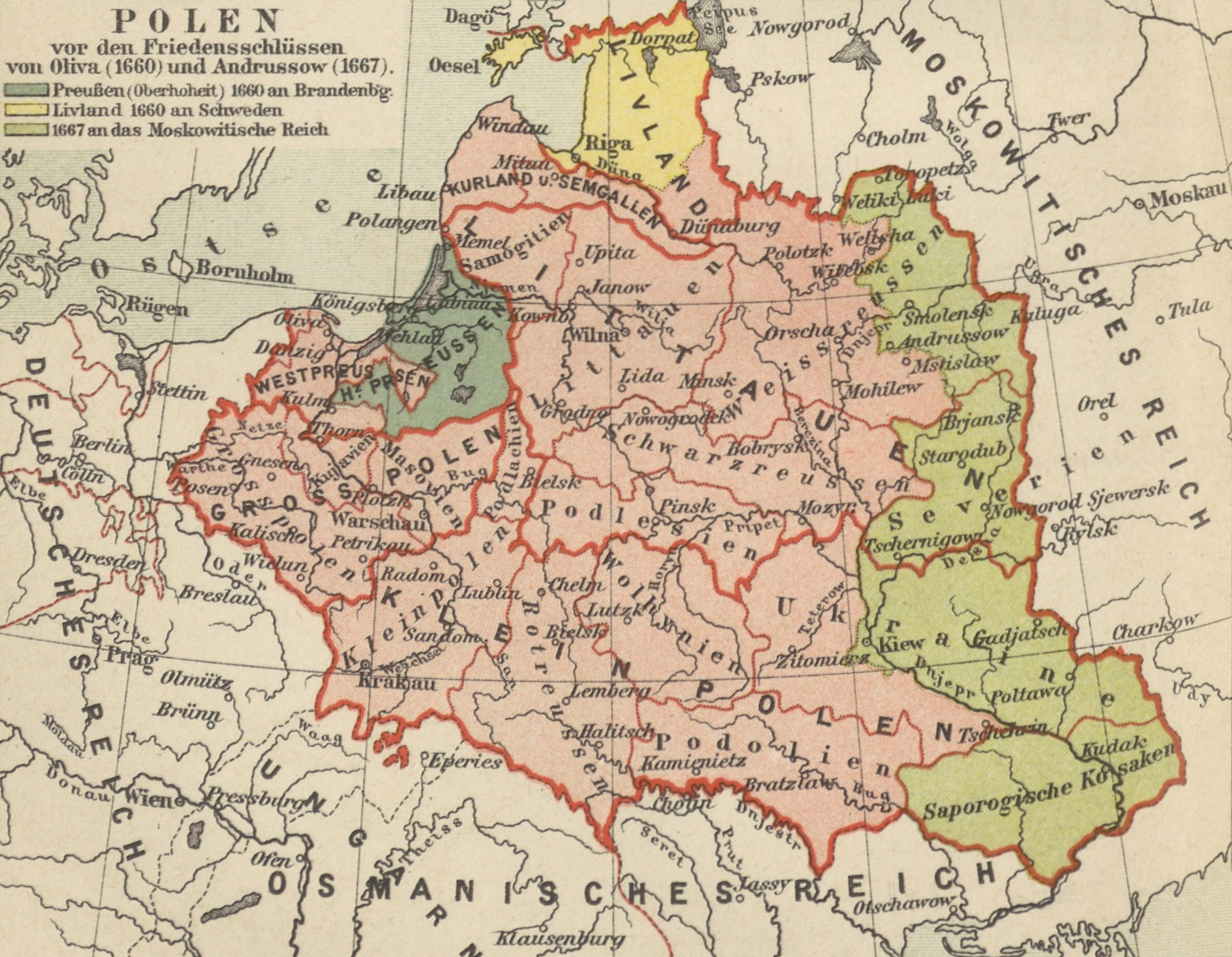
Fragment mapy austriackiego towarzystwa bibliograficznego z roku 1890 z zaznaczonym obszarem „Ukrainy” jako krainy geograficznej w składzie prowincji małopolskiej przed rokiem 1660

Ukraina (łac. Ucraina), in. Ukraina Naddnieprzańska, Naddnieprze, rzadziej Ukraina Kijowska – kraina historyczna w środkowej i południowo-wschodniej Ukrainie, położona na wschód od Podola i Wołynia, między Bohem a Worsklą, w dorzeczu Dniepru; do II rozbioru Polski (1793) położona była w południowo-wschodniej części Rzeczypospolitej, na terytorium Korony Królestwa Polskiego.

## Etymologiaiewolucjanazwy i pojęcia terytorialnegoUkrainy
Określenie Ukraina jako nazwa pospolita pojawiło się w średniowieczu i oznaczało pierwotnie nazwę granicznych regionów geograficznych. Do końca XVI wieku termin "ukraina" nie miał charakteru oficjalnego i oznaczał jedynie "ugranicze" ("pogranicze", "krańce państwowe") poszczególnych terenów, będących pod kontrolą różnych państw. 
Termin Ukraina pojawił się po raz pierwszy w Latopisie kijowskim, opisującym wydarzenia XII w., którego najstarszy egzemplarz pochodzi z XV w. Opisując śmierć Włodzimierza, księcia perejasławskiego, autor tekstu stwierdził, iż po jego zgonie Ukraina wielce rozpaczała, a relacjonując wypadki 1189 r., nazwał Ukrainą tereny leżące między Bohem a Dniestrem.
Jako nazwa własna Ukraina została użyta po raz pierwszy za czasów Rzeczypospolitej Obojga Narodów w roku 1590 w tytule konstytucji sejmowej według projektu Jana Zamoyskiego: Porządek ze strony Niżowców i Ukrainy. Określała wówczas tereny województw: kijowskiego i bracławskiego. 
Na przełomie XVI i XVII nazwą Ukraina zaczęto określać krainę leżącą nad środkowym i dolnym Dnieprem (Naddnieprze). W okresie pomiędzy pokojem polanowskim (1634) a traktatem Grzymułtowskiego w skład terytorium określanego nazwą Ukrainy wchodziło również województwo czernihowskie. Na mapie Magni Ducatus Lithuaniae caeterumque regionum illi adiaciencium exacta descriptio Tomasza Makowskiego, wydanej w Amsterdamie (wyd. II, 1613), obszar prawego brzegu Dniepru określono jako Wołyń Dolny, który nazywają Ukrainą lub Niżem. 
W 1648 kartograf francuski w służbie Zygmunta III i Władysława IV Wilhelm Beauplan wykonał mapę Delineatio Generalis Camporum Desertorum vulgo Ukraina..., traktując wymiennie nazwy „Dzikie Pola" i „Ukraina". W wydanym w 1651 dziele Opisanie Ukrainy, którą tworzą liczne prowincje Królestwa Polskiego leżące pomiędzy granicami Moskowii i Transylwanii... umiejscowił Ukrainę pomiędzy granicami Carstwa Rosyjskiego a Siedmiogrodem, z wyłączeniem Rusi Czerwonej. W czasie sejmu 1659 roku wymieniono „Woiewodztwa Ukrainne” i były to „woiewodztwa, Kiiowskie, Bracławskie, Czerniechowskie”.

## Historia
We wczesnym średniowieczu był to obszar w większości zamieszkany przez wschodniosłowiańskie plemiona Drewlan w dorzeczu Słuczy z głównymi grodami w Owruczu i Korosteniu, wschodnich Polan, którzy zajmowali oba brzegi środkowego Dniepru,  i Uliczów między Dniestrem a Prutem.
Do 1240 roku obszar Ukrainy naddnieprzańskiej należał do Rusi Kijowskiej, a następnie (po rozbiciu dzielnicowym Rusi) do sukcesyjnych księstw ruskich. Najazdy mongolskie w XIII wieku i ekspansja Wielkiego Księstwa Litewskiego na ziemie ruskie położyły kres suwerenności tych dzielnic. Głównymi ośrodkami administracyjnymi Naddnieprza w wiekach XV-XVII były m.in. Kijów, Czehryń, Biała Cerkiew.
26 maja 1569 roku do Korony z terytorium Wielkiego Księstwa Litewskiego włączono edyktem Zygmunta Augusta województwo wołyńskie, a 6 czerwca województwo kijowskie i województwo bracławskie. Unia lubelska powołała Rzeczpospolitą jako związek państwowy dwóch równoprawnych podmiotów: Korony i Litwy. Inkorporacja Wołynia, ziemi bracławskiej i kijowskiej nastąpiła na żądanie sejmiku województwa wołyńskiego. Po unii lubelskiej tereny te stały się częścią prowincji małopolskiej Korony, a szlachta tych obszarów otrzymała z ramienia sejmu lubelskiego przywileje szlachty polskiej i dużą autonomię, natomiast prawo cywilne oparto (w przeciwieństwie do reszty Korony) na statutach litewskich.
W drugiej połowie XVI wieku na pograniczu Naddnieprza, tzw. Dzikich Polach uformowała się społeczność wojskowa Kozaków zaporoskich, chroniąca pogranicze przed Tatarami i uczestnicząca w wojnach pierwszej połowy XVII w. w ramach wojsk Rzeczypospolitej. Kozaczyzna od końca XVI wieku była jednocześnie ośrodkiem powstań kozackich w obronie swego niezależnego statusu, a z czasem i statusu ludności ruskiej w Rzeczypospolitej. W połowie XVII wieku Ukraina była terenem powstania Chmielnickiego (1648), w jego konsekwencji długoletniej wojny polsko-rosyjskiej (1654-1667) a następnie polsko-tureckiej (1672-1676 i 1683-1699). W 1658 na mocy Unii hadziackiej całe terytorium Naddnieprza weszło w skład powołanego przez Unię Księstwa Ruskiego - trzeciego równoprawnego członu Rzeczypospolitej. Postanowienia unii nie weszły ostatecznie w życie. Traktatem Grzymułtowskiego (1686) Rzeczpospolita zrzekła się Ukrainy Lewobrzeżnej i Kijowa wraz z okręgiem na rzecz Carstwa Rosyjskiego. Pomiędzy traktatem w Buczaczu (1672) a pokojem w Karłowicach (1699) część Ukrainy znalazła się pod panowaniem Imperium Osmańskiego. Wojny, rzezie, deportacje ludności w jasyr i na terytorium Carstwa Rosyjskiego i epidemie towarzyszące wojnom doprowadziły do ruiny kraju, wyludniły go i zatrzymały jego rozwój.
W roku 1768 na terytorium Ukrainy doszło do buntu chłopskiego, znanego jako koliszczyzna. Ożywienie gospodarczo-handlowe na Naddnieprzu rozpoczęło się ponownie dopiero od lat '70 XVIII wieku. Polscy właściciele latyfundiów folwarcznych na tych ziemiach poświęcili dużo miejsca na projektowanie ekonomicznego zagospodarowania Ukrainy: tworzono domy i kompanie handlowe dla rozwoju handlu czarnomorskiego, zakładano i rozwijano manufaktury, próbowano uspławnić Dniestr (ówcześnie inicjatywa księcia Nassau-Siegen i Waleriana Dzieduszyckiego), wszelkie zabiegi dotyczące tych terenów były publikowane na łamach „Dziennika Handlowego”, kres tym inicjatywom przyniósł drugi rozbiór Polski. 
W Imperium Rosyjskim ziemie te zaczęto urzędowo nazywać Małorosją. Administracyjnie wchodziły w skład Kraju Południowo-Zachodniego Imperium Rosyjskiego, guberni czernihowskiej, połtawskiej, katerynosławskiej i chersońskiej. Nazwa Małorosja funkcjonowała w obiegu urzędowym do rewolucji lutowej i obalenia caratu w marcu 1917. 

## Podział administracyjny
W XVI-XVII wieku obszar terytorialny Ukrainy składał się z ziem wchodzących w skład województwa kijowskiego i województwa bracławskiego Rzeczypospolitej Obojga Narodów, a pomiędzy rokiem 1635 (traktat polanowski) a 1686 (traktat Grzymułtowskiego) obejmował również województwo czernihowskie. Ważniejsze miasta: Kijów, Hadziacz, Połtawa, Czehryń, Żytomierz.
|  |  |  |